# Kikoku
Kikoku (鬼哭?) è un film del 2003, diretto da Takashi Miike, realizzato per il V-Cinema. Negli Stati Uniti d'America è uscito in DVD con il titolo Yakuza Demon.

## Trama
Il clan yakuza Date chiede al suo membro Bunta Muto i soldi necessari a sostenere i costi di una guerra contro il clan Tendo. Muto non ha però più denaro, avendolo speso per curare la moglie Sachie. L'uomo allora si impegna ad uccidere il boss dei Tendo.
Seiji, braccio destro di Muto, non è d'accordo con la missione che ritiene suicida, e per questo fa arrestare il suo capo, per proteggerlo, e si prende cura di Sachie. Insieme a Yoshifumi, l'altro affiliato del clan Muto, Seiji ruba dei soldi al clan Tendo e li consegna al clan Date, quindi uccide il boss dei Tendo, iniziando così una guerra personale per difendere il suo boss. I Date non sono soddisfatti, e ritengono che Muto sia un vigliacco.
Scoppia così una guerra tra i clan, e i Tendo si mettono alla ricerca di Seiji. Yoshifumi si reca a un appuntamento con la sua fidanzata e viene ucciso sotto gli occhi della ragazza, quindi Muto viene ucciso in prigione. Avuta la notizia della morte del suo boss, Seiji attende l'arrivo della macchina della polizia che trasporta l'omicida di Muto e la assalta a colpi di mitra, uccidendo l'uomo.
Recatosi con Sachie su un molo, Seiji viene convinto dalla donna a gettare la sua pistola e a porre fine alla sua guerra personale. Una volta voltatosi, Seiji si ritrova davanti alcuni appartenenti del clan Tendo, che lo uccidono senza pietà.

### Finale alternativo
Nel DVD giapponese del film è presente tra gli extra un finale alternativo che mostra Seiji emettere dal proprio corpo una palla di fuoco, mentre i suoi avversari esclamano «di nuovo!», riferimento questo al finale di Dead or Alive, diretto da Miike nel 1999, nel quale il personaggio interpretato da Takeuchi emetteva la stessa palla di fuoco che provocava un'esplosione nucleare.